# Lucas Simón
Pour les articles homonymes, voir Simon.
Lucas García Simón est un footballeur argentin né le 1er août 1986  à Mar del Plata.

## Carrière
- 2003-2004 : Cadetes de San Martín  Argentine
- 2004-2006 : Nueva Chicago  Argentine
- 2006- : Piacenza  Italie
- 2008-2009 : Pescara (prêt)  Italie
- 2010-2011 : Tigre (prêt)  Argentine